# Bdelyrus paraensis
Bdelyrus paraensis là một loài bọ cánh cứng trong họ Bọ hung (Scarabaeidae).